# Han Kook-young
Han Kook-young (* 19. April 1990 in Seoul) ist ein südkoreanischer Fußballspieler.

## Karriere

### Klub
Nach Stationen in Schul- und Universitätsmannschaften wechselte Han Anfang 2010 nach Japan zu Shonan Bellmare. Dort spielte er relativ konstant immer im Wechsel zwischen der J1 League und J2 League. Ab Januar 2014 schloss er sich dann Kashiwa Reysol an. Hier bekam er jedoch nur ein paar Einsätze und im Sommer 2014 führte es ihn zum Qatar SC nach Katar. Nach zwei Spielzeiten hier wechselte er noch einmal innerhalb des Landes zum al-Gharafa SC. Seit der Spielzeit 2017/18 ist er wieder in seinem Heimatland beim Gangwon FC unter Vertrag.

### Nationalmannschaft
Sein erstes bekanntes Spiel für die südkoreanische Nationalmannschaft war am 4. Juni 2013 bei einem 1:1 gegen den Libanon während der Qualifikation für die Weltmeisterschaft 2014. Danach kam er im Sommer noch bei einer Partie der Ostasienmeisterschaft 2013 zum Einsatz. Danach ging es weiter mit Einsätzen bei weiteren Freundschaftsspielen, welche dann in seiner Nominierung für den Kader der Weltmeisterschaft 2014 mündeten. Hier kam er in allen drei Gruppenspielen seiner Mannschaft zum Einsatz, von denen kein Spiel gewonnen werden konnte.
In den nächsten Monaten folgten dann weitere Freundschaftsspiele und dann auch die Asienmeisterschaft 2015, wo er mit seinem Team erst im Finale an Australien scheiterte. Die nächsten beiden Jahre verbrachte er unter anderem mit Spielen der Qualifikation für die Weltmeisterschaft 2018. Sein letzter Einsatz im Nationaldress war am 13. Juni 2017 eine 2:3-Niederlage gegen Katar.